# Welttag
Ein Welttag soll an internationale Themen und aktuelle Weltprobleme erinnern. Der erste Welttag wurde am 31. Oktober 1947 von den Vereinten Nationen (UN) ausgerufen. Es gibt von der UN und ihren Unterorganisationen mehr als 100 offizielle Welt- und Internationale Tage.
Im Zeitalter der Globalisierung und des Internets erfahren weltweite Gedenktage eine Aufwertung. Welttage werden neben den UN zunehmend auch von anderen Organisationen wie der Katholischen Kirche (Welttag der sozialen Kommunikationsmittel) und PR-Agenturen ausgerufen.

## Welttage verschiedener Interessensverbände (Auswahl)
| Tag           | Welttag                                                      | Jahr der Einführung                      | Initiator                                         |
| ------------- | ------------------------------------------------------------ | ---------------------------------------- | ------------------------------------------------- |
| 27. Januar    | Internationaler Tag des Gedenkens an die Opfer des Holocaust | 1996 / 2005                              | Deutschland u. a. / Vereinte Nationen             |
| 13. Februar   | Welttag des Radios                                           | 2012                                     | UNESCO                                            |
| 20. Februar   | Welttag der sozialen Gerechtigkeit                           | 2009                                     | UNESCO                                            |
| 29. Februar   | Tag der seltenen Krankheiten                                 | 2008                                     | EURORDIS                                          |
| 03. März      | Welttag des Hörens                                           | 2007 (bis 2015 "Internat. Ear Care Day") | Weltgesundheitsorganisation (WHO)                 |
| 08. März      | Internationaler Frauentag                                    | 1910 / 1977                              | Sozialistische Internationale / Vereinte Nationen |
| 21. März      | Welttag der Poesie                                           | 2000                                     | UNESCO                                            |
| 21. März      | Welttag der Gletscher                                        | 2025                                     | Vereinte Nationen                                 |
| 22. März      | Weltwassertag                                                | 1993                                     | seit 2003 UN-Water                                |
| 02. April     | Internationaler Kinderbuchtag                                | 1967                                     | International Board on Books For Young People     |
| 02. April     | Welt-Autismus-Tag                                            | 2007                                     | Vereinte Nationen                                 |
| 07. April     | Weltgesundheitstag                                           | 1954                                     | Weltgesundheitsorganisation (WHO)                 |
| 22. April     | Tag der Erde                                                 | 1970                                     | UNESCO                                            |
| 23. April     | Welttag des Buches                                           | 1995                                     | Stiftung Lesen                                    |
| 03. Mai       | Internationaler Tag der Pressefreiheit                       | 1993                                     | UNESCO                                            |
| 20. Mai       | Weltbienentag                                                | 2018                                     | Slowenien                                         |
| 08. Juni      | Welttag der Ozeane                                           | 1992                                     | Vereinte Nationen                                 |
| 20. Juni      | Weltflüchtlingstag                                           | 2001                                     | Vereinte Nationen                                 |
| 07. Juli      | Weltkontaktlinsentag (WKT)                                   | 2011                                     | CooperVision                                      |
| 26. September | Europäischer Tag der Sprachen                                | 2001                                     | Europarat                                         |
| 24. Oktober   | Tag der Vereinten Nationen                                   | 1948                                     | Vereinte Nationen                                 |
| 27. Oktober   | Welttag des audiovisuellen Erbes                             | 2005                                     | UNESCO                                            |
| 03. November  | Weltmännertag                                                | 2000                                     | Andrologen, Universität Wien                      |
| 19. November  | Welttoilettentag                                             | 2001                                     | Vereinte Nationen                                 |
| 20. November  | Kindertag                                                    | 1954                                     | Vereinte Nationen                                 |
| 21. November  | Welttag des Fernsehens                                       | 1997                                     | Vereinte Nationen                                 |